# Édouard de Lépine
Pour les articles homonymes, voir Lépine.
Édouard de Lépine, né le 11 janvier 1932 à Fort-de-France (Martinique) et mort le 11 août 2020 au Robert (Martinique), est un enseignant, historien et homme politique français. 
Maire du Robert de 1989 à 1995, il fut aussi conseiller général du canton du Robert et conseiller régional.

## Biographie
Ancien élève au lycée Schœlcher de Fort-de-France, Édouard de Lépine y revient de 1959 à 1986 notamment comme enseignant d’histoire-géographie. Il enseigne aussi à l’Université des Antilles et de la Guyane.
Il est membre du Parti communiste français puis du Parti communiste martiniquais de 1945 à 1971, année où il en est exclu pour ses opinions indépendantistes. Il rencontre Aimé Césaire, Édouard Glissant, Georges Lafare, Marcel Manville, Frantz Fanon et bien d’autres, une grande amitié se liera entre eux. 
En 1972, il est membre fondateur du Groupe révolution socialiste (GRS), une section antillaise (Guadeloupe et Martinique) de la Quatrième Internationale, puis intègre le Parti progressiste martiniquais (PPM) en 1982,.
Édouard de Lépine est élu maire du Robert en 1989, il est réélu en 1995 mais son élection est annulée en 1997 par décision du Conseil d’État; conseiller régional de 1986 à 2004, il est élu en 1992 au Conseil Général,,.
Il est de plus en plus critique avec les indépendantistes martiniquais : en 2009, il  publie un essai très caustique qui leur est consacré, intitulé Sur la Question dite du Statut de la Martinique.
Son dernier essai consacré à Aimé Césaire Nous sommes des nains sur les épaules d’un géant, a été publié en 2017.
Il décède le 11 août 2020 au Robert (Martinique).

## Publications
- Collectif Claudie Guitteaud, Philippe Pierre-Charles, Édouard de Lepine, Pour la révolution socialiste antillaise : contribution au débat, Libération Antilles guyane, 1973
- Questions sur l'histoire antillaise : trois essais sur l'abolition, l'assimilation, l'autonomie, Désormeaux, 1978
- La Crise de février 1935 à la Martinique : la marche de la faim sur Fort-de-France, Éditions l'Harmattan, 1980
- Dix semaines qui ébranlèrent la Martinique : 25 mars - 4 juin 1848, Servédit : Maisonneuve et Larose, cop. 1999
- Hommage à un grand martiniquais, Camille Darsières, K.Editions, 2009
- Sur la Question dite du Statut de la Martinique, Désormeaux, 2009
- Chalvet - Février 1974, suivi de 102 documents pour servir à l'histoire des luttes ouvrières de janvier-février 1974 à la Martinique, Editions Le Teneur, 2014
- De Gaulle, le 18 juin 1940 et les Martiniquais, K.Editions, juillet 2015,  (ISBN 9782918141518)
- Nous sommes des nains sur les épaules d'un géant, Aimé Césaire (essai), K. Éditions, 2017,  (ISBN 978-2-918141-56-3)